# 618

## Починали
- 8 ноември – Адеодат I, римски папа